# Арпайо, Джозеф
Джозеф М. Арпайо (англ. Joseph M. Arpaio; род. 1932, Спрингфилд, Массачусетс, США), более известный как Джо Арпайо (англ. Joe Arpaio) — бывший шериф округа Марикопа в штате Аризона, получивший общеамериканскую известность благодаря своей жёсткой политике в отношении правонарушителей, а также благодаря его оспариванию законности избрания президентом США Барака Обамы.
Арпайо родился в семье эмигрантов из Италии. Его мать умерла при родах. Джозефа воспитывал отец, который держал продуктовый магазин. После окончания школы Джо помогал отцу в магазине, а в 18 лет был призван в армию.
После службы в армии в 1954 году Арпайо переехал в Вашингтон, где начал работать полицейским. В 1957 году он перевёлся в полицию Лас-Вегаса, где прослужил шесть месяцев, после чего получил назначение на должность специального агента Федерального бюро по борьбе с наркотиками (Federal Bureau of Narcotics), которое позже вошло в состав Управления по борьбе с наркотиками. В этом ведомстве он проработал до 1992 года, внедрялся в группировки наркоторговцев не только в США, но и в Турции, Мексике, других странах. Арпайо закончил свою карьеру в Управлении по борьбе с наркотиками на должности начальника управления по штату Аризона.
В 1992 году Арпайо был избран на пост шерифа округа Марикопа. Затем его переизбирали в 1996, 2000, 2004 и 2008 годах.
В тюрьмах округа Марикопа содержатся 7,5—10 тысяч арестантов. В 1993 году Арпайо перевёл две тысячи заключённых в палаточный городок. Когда летом 2003 года заключённые пожаловались на страшную жару в палатках (на улице было 43 градуса жары по шкале Цельсия (110 градусов по шкале Фаренгейта)), Арпайо заявил: «В Ираке 120 градусов, и солдаты живут в палатках, а они не совершали никаких преступлений, так что заткнитесь!»
Арпайо запретил в тюрьмах округа курить, пить кофе, смотреть фильмы, ограничил доступ к телевидению. Заключённых стали кормить лишь два раза в день, и стоимость их пайка стала наименьшей в США (15—40 центов в день).
Арпайо также ввёл практику посылать заключённых, в том числе женщин и несовершеннолетних, скованных цепью, убирать улицы, закрашивать граффити на стенах, работать в качестве могильщиков на кладбищах.
Когда Арпайо узнал, что заключённые крадут выдаваемые им белые трусы, он распорядился перекрасить всё нижнее белье заключённых в розовый цвет.
Дважды, в 2008 и в 2010 годах, федеральный суд признавал, что условия содержания в тюрьмах округа нарушают конституционные права заключённых.
В 2013 году федеральный суд признал проводимую Арпайо политику задержаний латиноамериканцев по подозрению в незаконной иммиграции нарушающей Конституцию США и федеральный закон о гражданских правах.
В 2012 году Арпайо поручил своим подчинённым проверить свидетельство о рождении президента США Барака Обамы и затем заявил, что оно, возможно, поддельное (противники Обамы заявляют, что он на самом деле родился за пределами США и поэтому по Конституции не вправе быть президентом).
В ноябре 2016 году Арпайо проиграл очередные выборы на пост шерифа, его обвинили в неуважении к суду за отказ исполнить решение федерального суда о прекращении задержаний лишь по подозрению в том, что задерживамые являются незаконными иммигрантами. В июле 2017 года он был признан виновным в неуважении к суду, но через месяц его помиловал президент США Дональд Трамп, который заявил, что восхищается заслугами Арпайо по защите общества от преступности и нелегальной иммиграции.